# Maiden
Maiden – miasto w Stanach Zjednoczonych, w stanie Karolina Północna, w hrabstwie Catawba.